# Santalum fernandezianum
Santalum fernandezianum là một loài thực vật thuộc họ Santalaceae. Đây là loài đặc hữu của Chile. Nó được Carl Skottsberg nhìn thấy lần cuối vào năm 1908, loài này đã bị khai thác đến tuyệt chủng vì gỗ có mùi hương.